# Hegemone
Hegemone (Jowisz XXXIX) – mały zewnętrzny księżyc Jowisza, odkryty 8 lutego 2003 roku przez grupę astronomów z Uniwersytetu Hawajskiego, kierowaną przez Scotta Shepparda.

## Nazwa
Nazwa księżyca pochodzi od mitycznej Hegemone, jednej z Charyt, córek Zeusa (Jowisza).

## Charakterystyka fizyczna
Hegemone jest jednym z najmniejszych księżyców Jowisza, jego średnicę ocenia się na około 3 km. Średnia gęstość tego ciała ma wartość ok. 2,6 g/cm3, a składa się przeważnie z krzemianów. Powierzchnia Hegemone jest bardzo ciemna – jego albedo wynosi zaledwie 0,04. Z Ziemi można go zaobserwować jako obiekt o jasności wizualnej co najwyżej 22,8 magnitudo.
Satelita obiega Jowisza ruchem wstecznym, czyli w kierunku przeciwnym do obrotu planety wokół własnej osi. Należy on do grupy Pazyfae.